# Háj (Turčianske Teplice)
Háj es un municipio del distrito de Turčianske Teplice en la región de Žilina, Eslovaquia, con una población estimada a final del año 2024 de 469 habitantes.
Se encuentra ubicado al suroeste de la región, cerca del curso alto del río Váh (cuenca hidrográfica del Danubio) y de la frontera con las regiones de Banská Bystrica y Trenčín.

## Demografía
| Año        | 1994 | 2004    | 2014    | 2024    |
| ---------- | ---- | ------- | ------- | ------- |
| Población  | 446  | 478     | 457     | 469     |
| Diferencia |      | +7,17 % | −4,39 % | +2,62 % |

| Año        | 2023 | 2024    |
| ---------- | ---- | ------- |
| Población  | 464  | 469     |
| Diferencia |      | +1,07 % |